# Chirita adenocalyx
Chirita adenocalyx är en tvåhjärtbladig växtart som beskrevs av Chatterjee. Chirita adenocalyx ingår i släktet Chirita och familjen Gesneriaceae. Inga underarter finns listade i Catalogue of Life.